# Coendou melanurus
Coendou melanurus és una espècie de mamífer rosegador de la família dels porcs espins del Nou Món. Viu al Brasil, la Guaiana Francesa, la Guaiana, Surinam i Veneçuela. Es tracta d'un animal nocturn i arborícola que s'alimenta de fruita, conreus i pupes de formiga. El seu hàbitat natural són els boscos primaris i secundaris. Es creu que no hi ha cap amenaça significativa per a la supervivència d'aquesta espècie, encara que se la caça en alguns llocs.